# Claus Mogensen
Claus Mogensen (født 18. januar 1973 i Skanderborg) er en dansk håndboldtræner, som er cheftræner i HH Elite og Færøernes kvindehåndboldlandshold. I 2024 lykkedes han sammen med landsholdet, at kvalificere sig til deres første EM-slutrunde nogensinde til EM i Ungarn, Schweiz og Østrig.

## Træner-karriere
Mogensen startede som træner i Horsens HK fra 2008 til 2010. Derefter blev han træner i Stilling/Skanderborg Håndbold i 2010-11 sæsonen. Derefter gik turen til SK Aarhus, hvor han var fra 2011-2013.
Claus Mogensen tog derefter til norske Byåsen HE, hvor han leverede en sølvmedalje til holdet i sæsonen 2013/14 og 2014/15 i den norske liga. I 2016 blev han kåret som årets træner i norsk håndbold, for klubbens fine resultater.
Fra 2016 var han seks sæsoner i København Håndbold, med hvem han vandt det danske mesterskab i 2018. Det var det første mesterskab i klubbens historie.
I 2022 underskrev han en ét-årig kontrakt i den tyrkiske Kastamonu Belediyesi GSK. Han blev dog allerede fyret i februar 2023 på grund af for dårlige resultater i EHF Champions League. Derefter vendte han tilbage til Danmark, hvor han blev assistenttræner i SønderjyskE sæsonen ud. Kun en uge senere blev det annonceret, at HH Elite, som Horsens HK havde ændret navn til, havde hyret ham fra 2023-24 og frem. Han underskrev en treårig kontrakt med klubben.
I juni 2023 blev han tilmed træner for det færøske landshold ved siden af HH Elite.